# St. Laurentius am Weißen Brunnen (Putzmühle)

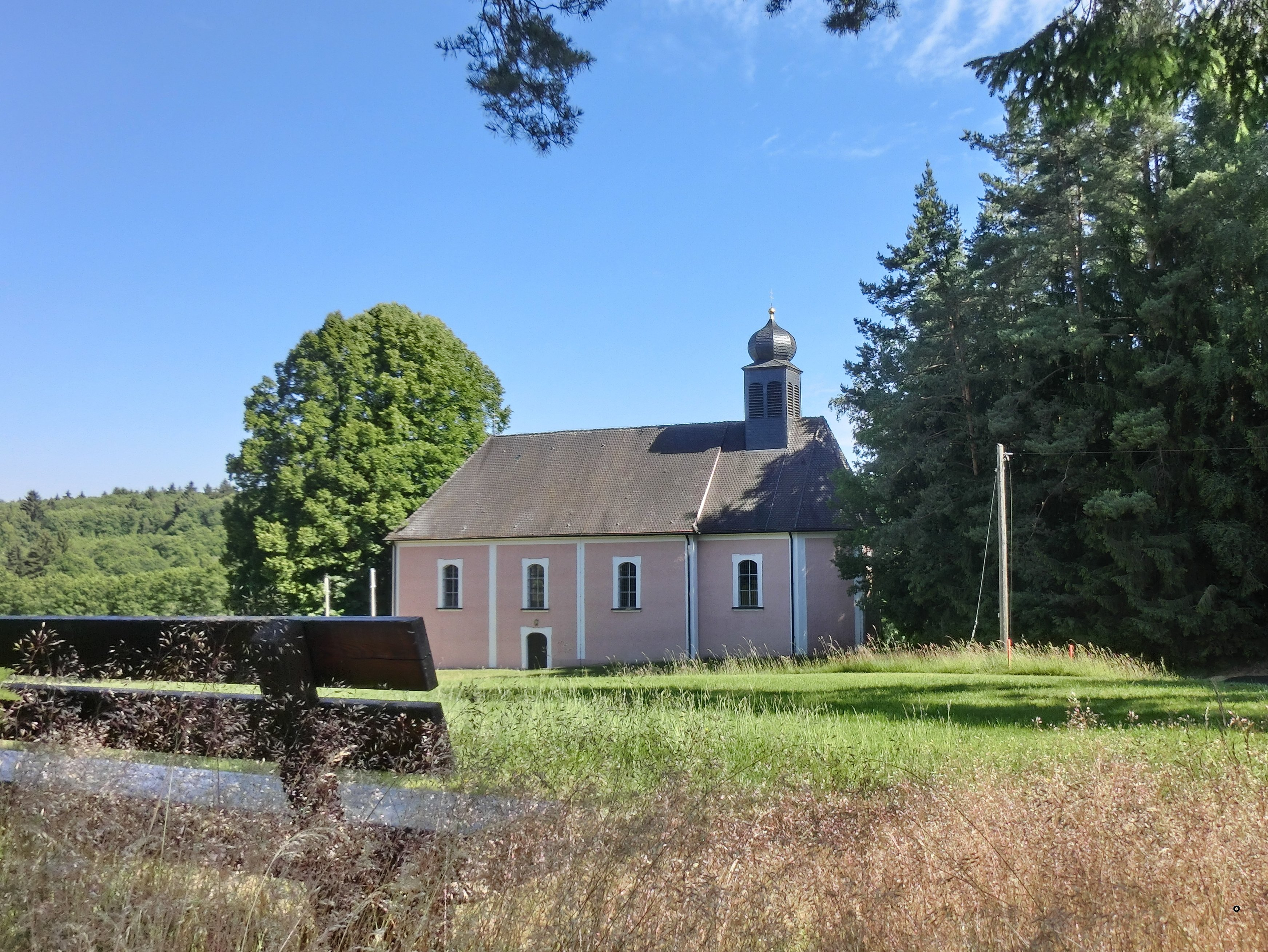
St. Laurentius am Weißen Brunnen (Putzmühle)

Die römisch-katholische, denkmalgeschützte Wallfahrtskirche St. Laurentius am Weißen Brunnen steht in Putzmühle, einem Gemeindeteil des Marktes Kirchenthumbach im Landkreis Neustadt an der Waldnaab der Oberpfalz. Die Kirche gehört zum Bistum Regensburg. Das Bauwerk ist unter der Denkmalnummer D-3-74-129-32 als Baudenkmal in die Bayerische Denkmalliste eingetragen. 

## Beschreibung
Die Saalkirche wurde 1736–39 angeblich nach Plänen von Balthasar Neumann erbaut. Sie besteht aus einem Langhaus mit drei Achsen, das mit einem abgewalmten Satteldach bedeckt ist, und einem eingezogenen, dreiseitig geschlossenen Chor im Osten, aus dessen Dach sich ein quadratischer Dachreiter erhebt, der hinter den Klangarkaden den Glockenstuhl beherbergt und der mit einer Zwiebelhaube bedeckt ist. Der Innenraum des Langhauses ist mit einem Stichkappengewölbe überspannt. Die Kirchenausstattung stammt aus der Erbauungszeit. Neben den Säulen, die den Hochaltar flankieren, stehen Statuen.